# 南田島 (川越市)
南田島（みなみたじま）は、埼玉県川越市東南部の大字。旧入間郡南田島村。郵便番号は350-0027。

## 地理
川越市の東南部に位置し、北東を大中居、東部を泉町・並木西町、東南部を藤木町・木野目、南部を牛子・下新河岸、新河岸川を跨いだ西南部を砂、西部を扇河岸、北西部を大仙波と接している。大部分は農地だが、住宅開発も進みつつある。西側を新河岸川が、東側を九十川が流れているが、かつてこの九十川は南辺にも流れていた。
戦後の工事で流路が変更され、旭橋上流から川崎橋の上流に合流点が移された。この合流点付近も南田島の飛地であり、西部を牛子、東部を木野目、新河岸川を跨いだ南部を寺尾及びふじみ野市川崎と接している。南北に富士見川越道路が、東西にJR川越線が通り、両者は立体交差している。駅は存在しない。最寄り駅は川越線南古谷駅だが、南部では東武東上線新河岸駅が利用されることもある。

### 河川
- 新河岸川 - 地区西辺を南流している。
- 九十川 - 地区東辺を南流している。

## 歴史
古くは三芳野郷山田庄に属した。永禄2年（1559年）に編纂された『北條役帳』（小田原衆所領役帳）に「備中殿五十貫文入東田島」とあり、南が冠されたのはそれ以降と推定される。徳川家康の関東入国以降、正保年間は松平信綱・酒井内記・榊原八兵衛の知行だったが、後に河越城付の村となった。江戸期は水田のみで、畑作はなされなかった。『新編武蔵風土記稿』では家数70余。この頃の小名に一丁島、かんとうしろ、ぼたい、ばすま、ふつはり、はちかいと、なけいた、かちばし、高とうす屋敷分が挙げられている。
川越市の無形民俗文化財に指定されている南田島の足踊りは明治中期に森田森之助によって考案された。これを元に森田元次郎・萩原泰治が面が取り外し自由の衣装など工夫を重ね現在の形になった。
- 明治時代に入って1889年（明治22年）4月1日の町村制施行に伴い、入間郡並木村連合戸長役場区域にあった南田島村は牛子村・今泉村・久下戸村・並木村・木野目村及び古市場村連合戸長役場区域のは同区域にあった古市場村・澁井村と合併し南古谷村の大字のひとつとなった[8]。1876年（明治9年）の人口は451人[10]。
- 1955年（昭和30年）4月1日、南古谷村は高階村・名細村・霞ヶ関村・山田村・古谷村・大東村・福原村と共に川越市に編入され、南田島は川越市の大字のひとつとなった。国道254号バイパスが1977年（昭和52年）に着工された富士見川越有料道路の無料部分として、1981年（昭和56年）に供用開始された。
- 字堤外の一部が2004年（平成16年）2月21日木野目・並木のそれぞれ一部と併せ藤木町となった[11]。

## 世帯数と人口
2017年（平成29年）10月1日現在の世帯数と人口は以下の通りである。
| 大字   | 世帯数    | 人口    |
| ------ | --------- | ------- |
| 南田島 | 1,040世帯 | 2,558人 |

## 小・中学校の学区
市立小・中学校に通う場合、学区は以下の通りとなる。
| 番地                              | 小学校             | 中学校               | 備考             |
| --------------------------------- | ------------------ | -------------------- | ---------------- |
| 1330〜1331 2020〜2075             | 川越市立牛子小学校 | 川越市立東中学校     | 一部特認地区あり |
| 2141〜2144 2491 2502〜2503 2510-4 | 川越市立牛子小学校 | 川越市立南古谷中学校 |                  |
| その他                            | 川越市立牛子小学校 | 川越市立砂中学校     |                  |

## 交通

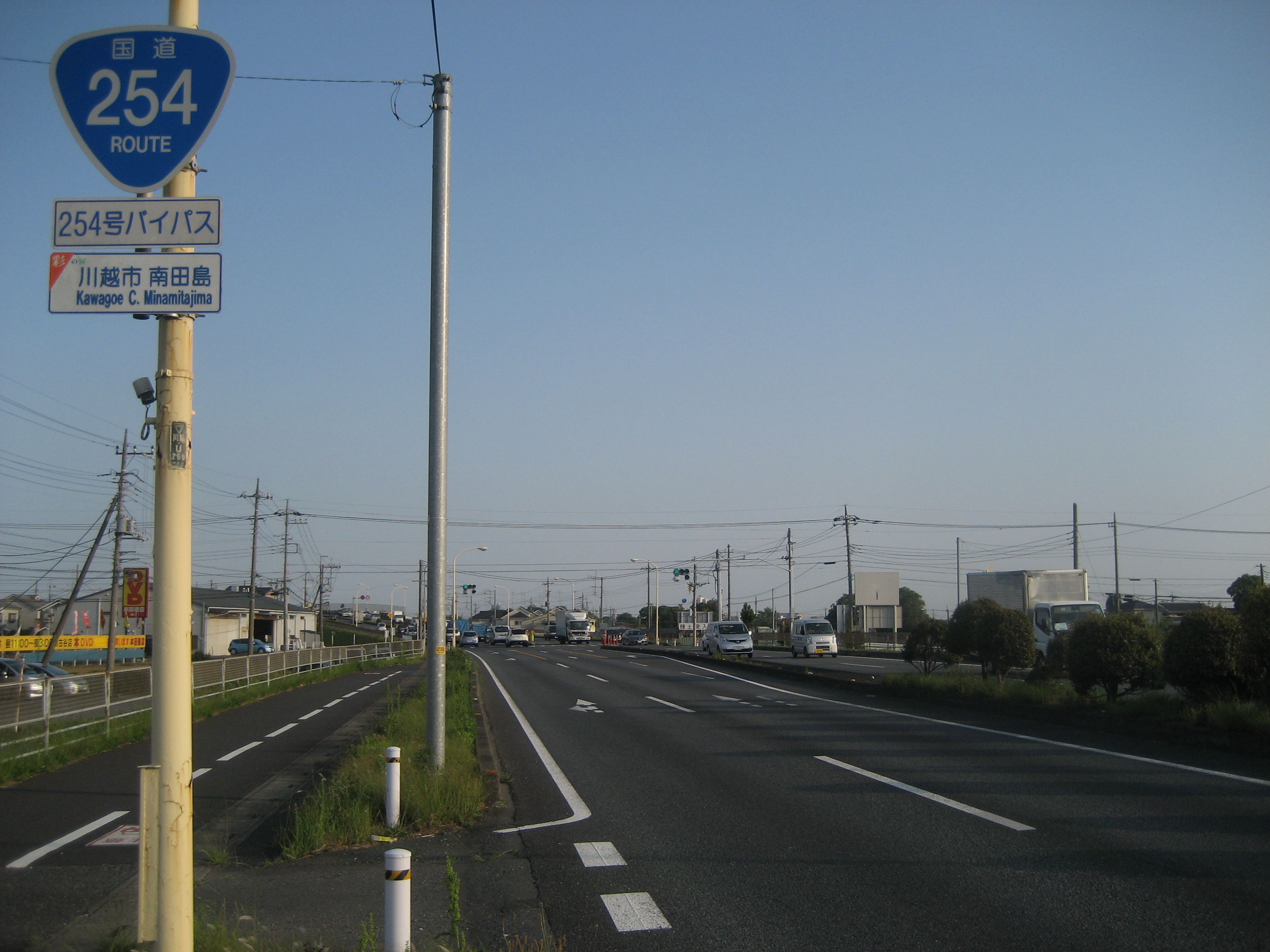
富士見川越道路

### 鉄道
- JR川越線 - 南古谷駅・川越駅間。地内を東西に通っている。地内に駅は存在しない。

### 道路
- 国道254号バイパス（富士見川越道路）- 国道463号から分岐し、北上して川越市街に至っている。

## 施設
- 川越市立砂中学校（校庭の一部）
- 南田島公民館農民センター
- 九十川排水機場 -南側飛地、九十川と新河岸川の合流点に所在。
- 南田島北田公園
- 南田島西田公園
- 薬王寺 - 金光山寶勝院。天台宗の仏教寺院。仙波中院の末寺。正保2年（1645年）に入寂した栄仲により開山された。[5][6]
- 氷川神社 - 天和2年（1682年）建立[6]。南田島村の鎮守[5][6]。南田島の足踊りと呼ばれる踊りが祭礼の際に行われ、川越市の無形民俗文化財に指定されている[8][9]。
- 弁天神社